# Internet Assigned Numbers Authority
Internet Assigned Numbers Authority (cuyo acrónimo es IANA) es la entidad que supervisa la asignación global de direcciones IP, sistemas autónomos, servidores raíz de nombres de dominio DNS y otros recursos relativos a los protocolos de Internet. Actualmente es un departamento operado por ICANN.
En sus inicios, IANA fue administrada principalmente por Jon Postel en el Instituto de Ciencias de la Información (ISI) de la Universidad del Sur de California (USC), en virtud de un contrato de USC/ISI con el Departamento de Defensa de Estados Unidos, hasta que se creó la ICANN para asumir la responsabilidad bajo un contrato del Departamento de Comercio.